# Gymnoleon macer
Gymnoleon macer är en insektsart som beskrevs av Navás 1914. Gymnoleon macer ingår i släktet Gymnoleon och familjen myrlejonsländor. Inga underarter finns listade i Catalogue of Life.